# Cláudio Camunguelo
Cláudio Camunguelo, nome artístico de Cláudio Lopes dos Santos (Rio de Janeiro, 5 de junho de 1947 – 24 de dezembro de 2007) foi um compositor e músico brasileiro.

## Biografia
Estivador por profissão, Claudio Camunguelo é flautista e grande partideiro, compositor de mão cheia, além de excelente cantor e dançarino. É daqueles tipos que usam boina branca e cordão prateado no pescoço, mas sem estilizações e com muita dignidade. Figura fácil no circuito do samba e do choro da cidade, chama sempre a atenção de quem o assiste pela primeira vez.
Legítimo representante dos grandes compositores da zona portuária do Rio de Janeiro, por onde passaram mestres como João da Bahiana, Mano Elói, Mestre Fuleiro, Sebastião Molequinho e Aniceto do Império, Padeirinho e Xangô da Mangueira, entre tantos outros, o portelense Camunguelo é um compositor e intérprete dos mais originais. É também um dos grandes da "Freguesia do Irajá", terra de bambas como Nei Lopes, Wilson Moreira e Zeca Pagodinho.
Autodidata, já fazia flautas de bambu e plástico aos 16 anos, mesma época em que começou a compor. Mesmo sem saber ler partitura, começou na música gravando jingles na Rádio Nacional e segue fazendo arranjos e melodias de ouvido até hoje. Já era veterano no samba quando conheceu o parceiro Zeca Pagodinho, então com 16 anos. "Fizemos juntos 'Sinuca de Bico' e depois 'Amarguras', que participou do Festival de Sambas de Terreiro da Portela, em 81". Foi esse samba que abriu portas para os parceiros, e chegou a ser disputado por Elza Soares e pelo Grupo Fundo de Quintal. Depois do festival, Camunguelo levou Zeca ao Cacique de Ramos, que freqüenta desde 1966, muitos anos antes da quadra do bloco carnavalesco se consagrar como reduto de sambistas.
Foi Camunguelo quem apresentou Silvério Pontes a Zé da Velha, na churrascaria do jornalista e cartunista Ediel, em São Cristovão, onde o trombonista comandava uma roda de choro, em 1983.
"Sou Claudio Lopes dos Santos, o popular Claudio Camunguelo", apresenta-se ele, sem conseguir explicar direito o motivo do apelido dado pelo companheiro de samba Arlindo Cruz. "O Nei Lopes, como pesquisador de cultura negra, foi procurar nos idiomas africanos algo parecido com camunguelo. Num dicionário da Nigéria ele encontrou a palavra 'camundele', que quer dizer 'branquinho'!
Veterano das rodas de choro e samba do subúrbio (onde versou por diversas vezes com Aniceto Menezes)

## Principais composições[3]
- Comida Brasileira (Silvio da Silva/Cláudio Camunguelo);
- Zé Galinha (Cláudio Camunguelo);
- Osmar no choro (Cláudio Camunguelo/Osmar do Cavaco);
- Campo do Cajueiro (Cláudio Camunguelo/Zeca Sereno);
- Juanita (Cláudio Camunguelo);
- Amarguras (Cláudio Camunguelo/Zeca Pagodinho);
- Quando Estou Fazendo Amor (Cláudio Camunguelo/Jorginho JB);
- O Pó da Vovó (Cláudio Camunguelo/Silvio da Silva);
- Coração Fingido (C. Camunguelo/Zeca Pagodinho);
- Se você Algum dia me Vir (C. Camunguelo/Zeca Pagodinho).